# Йозеф Ляйцнер
Йо́зеф Ляйцнер  (нім. Josef Laizner 13 червня 1833, Брно — 22 серпня 1895, Чернівці) — чернівецький архітектор, директор вищої державної промислової школи у Чернівцях (1878—1895), ініціатор створення та перший директор Буковинського промислового музею.

## Життєпис
Народився 13 червня 1833 року в Брно. Після закінчення технічних студій у 1852 році зайняв посаду асистента, згодом викладача креслення вищої реальної школи у Брно, потім у Празі. Тут же отримав титул професора. 30 вересня 1878 року Йозеф Ляйцнер став, як переможець конкурсу, директором вищої державної Промислової школи в Чернівцях, і очолював її упродовж 17 років. Це був визначний архітектор, який став автором не одного архітектурного шедевру у Чернівцях. Інколи особисто керував будівництвом. Помер 22 серпня 1895 року в Чернівцях.
Відомі роботи
- Єзуїтський Костел Пречистого Серця Ісуса 1892—1894, неоготика, вул. М. Бахрушина, 2.
- Чиншовий будинок для купця Адольфа Векслера (нині приміщення гімназії № 2, вул. Головна, 73).
- Університетський інститут 1882-1883, (нині корпус № 2, вул. Університетська, 19).
- Учительська семінарія 1886-1888 (нині педагогічний коледж, вул. Горького,23).
- Вища державна промислова школа 1883-1884 (нині СШ № 4, вул. Шевченка, 16).
- Крайовий шпиталь 1883-1886(нині Чернівецька обласна клінічна лікарня, вул. Головна, 137).
- Промисловий музей 1894-1895 у стилі італійського ренесансу (нині Чернівецька обласна філія «Укрсоцбанку», вул. Міцкевича, 2).
- Будинок для осіб похилого віку 1888 (нині Чернівецька міська клінічна лікарня № 3, вул. Головна, 100).
- Австро-Угорський банк (нині Буковинський державний фінансово-економічний університет, вул Штерна, 1).

## Пам'ять
Нова вулиця у Чернівцях, що з'єднує вулиці Путильську та Марморозьку, названа іменем Йозефа Ляйцнера.

## Галерея

Костел Пречистого Серця Ісуса (Чернівці)
Промисловий музей, нині «Укрсоцбанк»
Університетський інститут
Чиншовий будинок купця Адольфа Векслера